# 穆杜德·艾哈迈德
穆杜德·艾哈迈德（1940年5月24日—2021年3月16日）是孟加拉国律师与政治家。他曾在孟加拉国政府担任多个政治职位，包括副总理（1976年–1978年和1987年–1988年），孟加拉国总理（1988年–1989年），孟加拉国副总统（1989年–1990年）与司法部长（2001年–2006年）。